# 希苏阿
希苏阿（Hisua），是印度比哈尔邦Nawada县的一个城镇。总人口25045（2001年）。

## 人口
该地2001年总人口25045人，其中男性12900人，女性12145人；0—6岁人口4502人，其中男2282人，女2220人；识字率50.55%，其中男性为59.17%，女性为41.38%。